# La Forestal
La Forestal (ufficialmente The Forestal Land, Timber and Railways Company Limited) fu una società inglese costituita nel 1906 in Argentina e divenuta rapidamente il primo produttore al mondo di tannino; è ricordata specialmente per la dura repressione degli scioperi del 1919-1921 (culminata in un massacro) e per la grave situazione ambientale lasciata dopo il suo ritiro dall'Argentina nel 1963.

## Storia
La società, di origine inglese ma sostenuta anche da capitali francesi e tedeschi, ebbe la sua origine nel 1872 a seguito di un prestito che il governo della provincia di Santa Fe stipulò con la società Murrieta di Londra, il prestito non venne rimborsato in tempo e venne compensato in parte con buoni del tesoro e la concessione di due milioni di ettari di terra. Dopo diverse evoluzioni societarie l'azienda assunse nel 1906 il nome definitivo di The Forestal Land, Timber and Railways Company Limited, meglio nota come La Forestal.
In questo modo l'azienda costituì un vastissimo "impero economico" nel territorio compreso tra il sud della Provincia di Chaco e il nord della provincia di Santa Fe in Argentina, sfruttando le estese foreste di quebracho. 
Riuscì a essere il primo produttore di tannino al mondo e fondò quasi 40 città, con porti, 400 chilometri di ferrovie e circa 30 stabilimenti.

### Uno Stato nello Stato

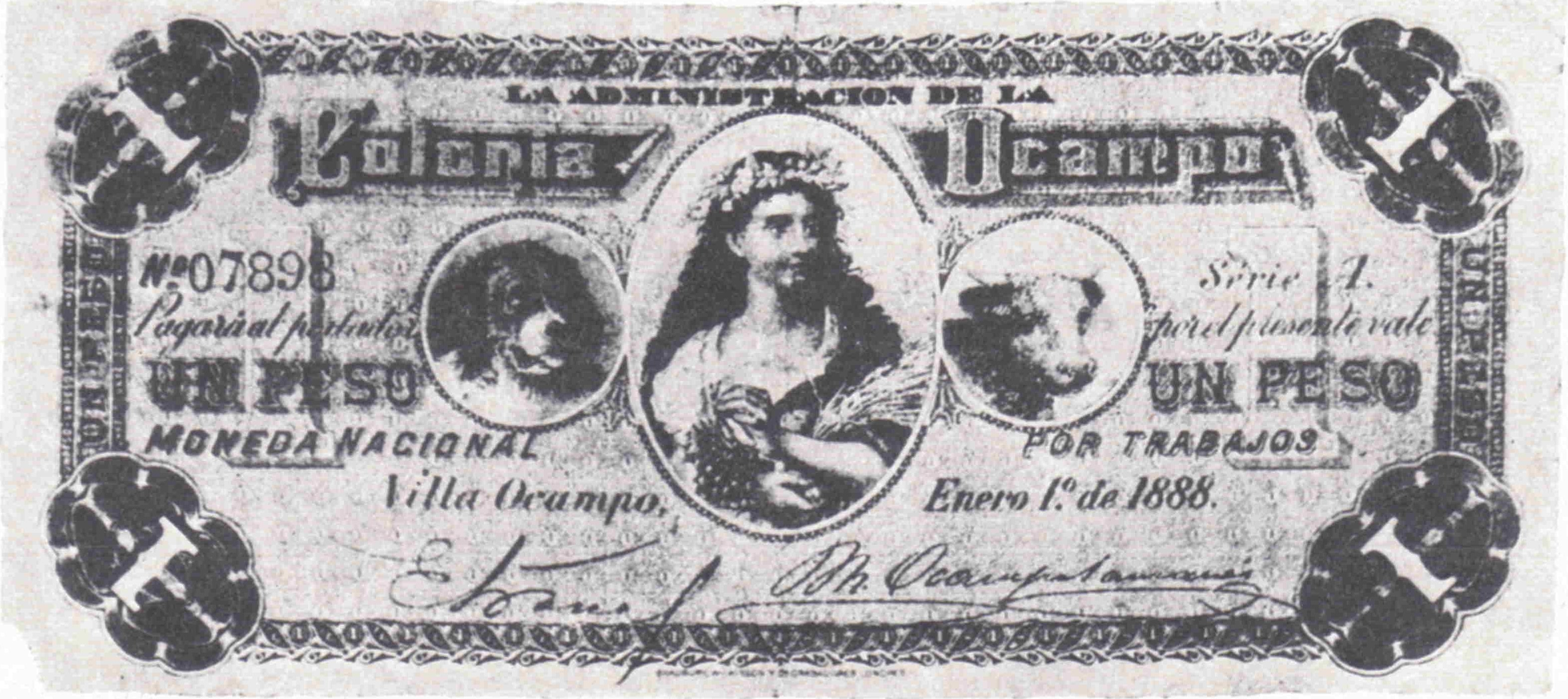
Un buono dell'azienda, che ha coniato la propria moneta e con essa ha pagato i salari dei suoi lavoratori.

La Forestal si rivelò un grande affare per i suoi numerosi proprietari, che avevano le proprie ferrovie e porti, e pagavano i propri dipendenti con cambiali che dovevano scambiare presso i magazzini dell'azienda.
Nel Chaco argentino alla fine del 19º secolo era difficoltoso procurarsi i rifornimenti di base. Non c'erano ferrovie o strade. Per questo La Forestal, in regime di monopolio, creava propri magazzini che accettavano i buoni emessi dall'azienda per l'acquisto di merce a basso costo. In questo modo si evitava la presenza di concorrenti. 
Nel territorio controllato furono costruite linee ferroviarie private in direzione dei porti argentini.  Dato che erano le uniche ferrovie esistenti in quella zona del paese, la compagnia ne ricavava un profitto ulteriore, applicando particolari tariffe per il trasporto di persone o merci.
La Forestal si dotò anche di una propria forza di polizia: la "gendarmeria volante", finanziata dalla compagnia stessa.  Quella forza di polizia applicava i regolamenti interni dell'azienda, anche se erano in conflitto con la stessa Costituzione argentina e si rivelò uno strumento fondamentale per reprimere le agitazioni operaie
Durante gli 80 anni in cui La Forestal ha operato, la somma pagata allo Stato a titolo di tasse è stata minima.  Secondo il bilancio della società, nel 1916 ha pagato alla provincia 300.000 pesos di tasse, mentre quello stesso anno ha pagato all'Impero Britannico 9.000 milioni di pesos, cioè trentamila volte di più.

### Gli scioperi e la strage del 1921
Nel 1919, durante la presidenza del radicale Hipólito Yrigoyen (1916-1922), i lavoratori della Forestal costruirono una solida organizzazione sindacale affiliata alla FORA sindacalista rivoluzionaria e dichiararono uno sciopero generale che si concluse con la firma di un contratto collettivo avanzato.
Nei due anni successivi la compagnia non rispettava l'accordo, attuava rappresaglie nei confronti dei lavoratori organizzati, e riusciva a convincere il governo di Unione Civica Radicale di Santa Fe a creare una forza di polizia finanziata dalla compagnia per tutelare i propri interessi, chiamata Gendarmeria Volante.  Contemporaneamente, l'organizzazione civile Lega Patriottica Argentina costituiva nell'area gruppi armati con i quali affrontare gli scioperanti.
In queste condizioni, nel dicembre 1920, La Forestal iniziò un prolungato braccio di ferro con l'organizzazione sindacale, chiudendo le sue fabbriche e licenziando migliaia di lavoratori, esponendo diverse città alla fame (Villa Guillermina,  La Gallareta, Villa Ana, Tartagal, ecc.). Il 28 gennaio 1921 iniziò uno sciopero esteso in tutta la regione, con dozzine di scontri armati nelle città e nelle foreste.
Si calcola che nella repressione siano stati uccisi circa 600 scioperanti, come anche riportato dal quotidiano socialista La Vanguardia.

## Devastazione ambientale
Questa azienda ha portato al disastroso sfruttamento di enormi estensioni di quebrachales nel Chaco Austral (a nord della provincia di Santa Fe, a sud della provincia di Chaco e nord-est della provincia di Santiago del Estero). Secondo alcune versioni, lo sfruttamento ha raggiunto l'area di El Impenetrable Chaco. L'azienda ha esportato traversine per la ferrovia, tronchi ed essenzialmente, tannino.
Un rapporto realizzato nel 2004 dal Segretario all'Ambiente e allo Sviluppo Sostenibile della Nazione e dall'Istituto Nazionale di Tecnologia Agraria (INTA), ha studiato in dettaglio la devastazione delle foreste naturali e il processo di desertificazione nella provincia di Santa Fe , causata nel nord della provincia, principalmente dall'azione di La Forestal. Come conseguenza del tipo di disboscamento effettuato a Santa Fe da Forestal e altre società, la provincia ha perso l'86% delle sue foreste. Lo stesso rapporto ha stimato il costo ecologico causato dalla sola La Forestal in 3 miliardi di dollari.